# Verity
Verity é um romance e thriller psicológico da autora norte-americana Colleen Hoover, foi inicialmente publicado pela própria autora em 2018. Teve a sua 1º edição em Portugal publicada pela TopSeller em 11 de novembro de 2019, e foi publicado no Brasil pela primeira vez em 9 de março de 2020 pela editora Galera Record. 
Este romance foi indicado ao Goodreads Choice Award para Melhor Romance em 2019, venceu os prémios de British Book Award for Pageturner em 2023 e Lovelybooks Leserpreis for Romance em 2020.

## Enredo
Lowen Ashleigh é uma escritora com grandes dificuldades financeiras, até que aceita uma oferta de trabalho irrecusável: terminar os três últimos volumes da série de sucesso de Verity Crawford, uma autora best-seller  que ficou incapacitada depois de ter um terrível acidente de carro que a deixou paralisada.
Para poder entrar na cabeça de Verity e estudar as anotações e ideias reunidas ao longo de anos de trabalho, Lowen aceita o convite de Jeremy Crawford, marido de Verity, e muda-se temporariamente para a casa deles. Até que no meio do caos que é o escritório de Verity, Lowen encontra um manuscrito inacabado da autora. Ao lê-lo, percebe que esta não se destinava a ser partilhada com ninguém, pois contém páginas e páginas de supostas confissões, começando no dia em que Verity e Jeremy se conheceram até às mortes suspeitas de ambas as filhas.
Lowen decide ocultar de Jeremy a existência do manuscrito, sabendo que a natureza do conteúdo abalaria aquele pai, já destroçado. Mas, à medida que os sentimentos de Lowen por Jeremy e a suspeita que Verity possa não estar paralisada como aparenta se intensificam, Lowen apercebe-se de que talvez seja melhor ele ler as palavras escritas por Verity. Por mais dedicado que Jeremy seja à sua mulher "doente", uma verdade tão terrível e horrorizante como esta, faria com que fosse impossível ele continuar a amá-la.

## Edições
Verity foi lançado em brochura a 10 de dezembro de 2018 pela Hoover Ink, Inc, apesar de inicialmente ter sido lançado em edição kindle a 7 de dezembro de 2018. Verity também foi traduzido para espanhol, dinamarquês, polonês, português, tcheco, búlgaro, lituano, ucraniano, sérvio, alemão, francês, grego, romeno, finlandês, estoniano, hebraico, turco, árabe, persa, russo, letão, italiano, holandês, húngaro, esloveno, eslovaco, macedônio, tailandês, croata, vietnamita, chinês, georgiano, norueguês, islandês, coreano, albanês e japonês. A 27 de setembro de 2022 foi publicada pela Grand Central Publishing uma edição de colecionador com um capitúlo extra. Esta edição foi publicada em Portugal em 1 de novembro de 2022 pela editora TopSeller, e no Brasil em 10 de junho de 2024 pela editora Galera Record.

## Adaptações

### Adaptação cinematográfica
Em 2020 foi anunciado que Amazon Studios adaptaria este romance e thriller psicológico, com o guião produzido por April Maguire e Will Honley.

## Recepção
Rafaela Polo, do UOL, considerou este o livro "perturbador" e disse não ter superado o final. Sophia Mendonça, de O Mundo Autista, definiu a obra como "complexa" e "envolvente".